# Roca Puga
La Roca Puga és una muntanya de 1.069 metres que es troba al municipi d'Alfara de Carles, a la comarca catalana del Baix Ebre.